# Ciclismo ai Giochi della XXVIII Olimpiade - Americana
La gara di americana dei Giochi della XXVIII Olimpiade fu corsa il 25 agosto all'Athens Olympic Velodrome. La medaglia d'oro fu vinta dagli australiani Graeme Brown e Stuart O'Grady.
Vide la partecipazione di 18 squadre, di 2 ciclisti ciascuna. La prova consisteva nell'effettuare 200 giri di pista (50 km), effettuando 20 sprint (uno ogni 10 giri). A ogni sprint venivano assegnati 5 punti al primo, 3 al secondo, 2 al terzo e 1 al quarto classificato. Ulteriori punti potevano essere guadagnati doppiando il gruppo; in questo caso i ciclisti guadagnavano 20 punti. Al contrario, se i ciclisti venivano doppiati dal gruppo, ne perdevano 20.

## Risultati
| Pos. | Squadra       | Atleti                             | Punti | Note    |
| ---- | ------------- | ---------------------------------- | ----- | ------- |
| 1    | Australia     | Graeme Brown Stuart O'Grady        | 22    |         |
| 2    | Svizzera      | Franco Marvulli Bruno Risi         | 15    |         |
| 3    | Gran Bretagna | Rob Hayles Bradley Wiggins         | 12    |         |
| 4    | Germania      | Robert Bartko Guido Fulst          | 9     |         |
| 5    | Ucraina       | Volodymyr Rybin Vasyl' Jakovlev    | 9     |         |
| 6    | Spagna        | Miguel Alzamora Joan Llaneras      | 7     |         |
| 7    | Nuova Zelanda | Greg Henderson Hayden Roulston     | 2     |         |
| 8    | Austria       | Roland Garber Franz Stocher        | 8     | -1 giro |
| 9    | Argentina     | Juan Curuchet Walter Pérez         | 5     | -1 giro |
| 10   | Uruguay       | Tomás Margalef Milton Wynants      | 3     | -1 giro |
| 11   | Belgio        | Matthew Gilmore Iljo Keisse        | 3     | -1 giro |
| 12   | Kazakistan    | Ilya Chernyshov Yuriy Yuda         | 2     | -1 giro |
| 13   | Rep. Ceca     | Milan Kadlec Petr Lazar            | 2     | -1 giro |
| 14   | Paesi Bassi   | Robert Slippens Danny Stam         | 2     | -1 giro |
| 15   | Slovacchia    | Martin Liška Jozef Žabka           | 5     | -2 giri |
| 16   | Colombia      | Leonardo Duque José Serpa          | 3     | -2 giri |
| 17   | Russia        | Oleg Griškin Aleksej Šmidt         | 2     | -2 giri |
| DNF  | Francia       | Jerome Neuville Matthieu Ladagnous | -     | -       |